# Episodi di The Ford Television Theatre (prima stagione)
La prima stagione della serie televisiva The Ford Television Theatre è andata in onda negli Stati Uniti dal 2 ottobre 1952 al 25 giugno 1953.
| nº | Titolo originale               | Prima TV USA     |
| -- | ------------------------------ | ---------------- |
| 1  | Life, Liberty and Orrin Dooley | 2 ottobre 1952   |
| 2  | Junior                         | 9 ottobre 1952   |
| 3  | National Honeymoon             | 16 ottobre 1952  |
| 4  | Birth of a Hero                | 23 ottobre 1952  |
| 5  | Girl in the Park               | 30 ottobre 1952  |
| 6  | Edge of the Law                | 6 novembre 1952  |
| 7  | Protect Her Honor              | 13 novembre 1952 |
| 8  | Sunk                           | 20 novembre 1952 |
| 9  | The Divided Heart              | 27 novembre 1952 |
| 10 | Something Old, Something New   | 4 dicembre 1952  |
| 11 | Crossed and Double Crossed     | 11 dicembre 1952 |
| 12 | So Many Things Happen          | 18 dicembre 1952 |
| 13 | Heart of Gold                  | 25 dicembre 1952 |
| 14 | They Also Serve                | 1º gennaio 1953  |
| 15 | It Happened in a Pawn Shop     | 8 gennaio 1953   |
| 16 | This Is My Heart               | 15 gennaio 1953  |
| 17 | The Sermon of the Gun          | 22 gennaio 1953  |
| 18 | Adventure in Connecticut       | 29 gennaio 1953  |
| 19 | The First Born                 | 5 febbraio 1953  |
| 20 | The Old Man's Bride            | 12 febbraio 1953 |
| 21 | Margin for Fear                | 19 febbraio 1953 |
| 22 | All's Fair in Love             | 26 febbraio 1953 |
| 23 | Madame 44                      | 5 marzo 1953     |
| 24 | My Daughter's Husband          | 12 marzo 1953    |
| 25 | The Bet                        | 19 marzo 1953    |
| 26 | Double Exposure                | 26 marzo 1953    |
| 27 | To Any Soldier                 | 2 aprile 1953    |
| 28 | Just What the Doctor Ordered   | 9 aprile 1953    |
| 29 | Allison, Ltd.                  | 16 aprile 1953   |
| 30 | The Life of the Party          | 23 aprile 1953   |
| 31 | The Son-in-Law                 | 30 aprile 1953   |
| 32 | The Lady and the Champ         | 7 maggio 1953    |
| 33 | Look for Tomorrow              | 14 maggio 1953   |
| 34 | Sweet Talk Me, Jackson         | 21 maggio 1953   |
| 35 | The Jewel                      | 28 maggio 1953   |
| 36 | There's No Place Like Home     | 4 giugno 1953    |
| 37 | The Trestle                    | 11 giugno 1953   |
| 38 | Malaya Incident                | 18 giugno 1953   |
| 39 | The People Versus Johnston     | 25 giugno 1953   |

## Life, Liberty and Orrin Dooley
- Diretto da:
- Scritto da:

### Trama
- Interpreti: Will Rogers Jr. (Orrin Dooley), Marguerite Chapman (Beth Rathburn), John Archer (Martin Baxter), Doreen McCann (Midge Collins), Ferris Taylor (Mr. Miggs), Minerva Urecal (Miz Gribble), Frank Bank (Clarence Miggs), Olin Howland (Paw Dooley)

## Junior
- Diretto da:
- Scritto da:

### Trama
- Interpreti: Edward Arnold, Helen Brown, Arthur Franz, Mabel Paige, Fay Roope

## National Honeymoon
- Diretto da:
- Scritto da:

### Trama
- Interpreti: Dick Haymes, Diana Lynn (Roberta May Earickson)

## Birth of a Hero
- Diretto da:
- Scritto da:

### Trama
- Interpreti: Paul E. Burns (Seth Means), Hal K. Dawson (Mr. Collingsworth), Hl K. Dawson (Collingsworth), Edgar Dearing (capo della polizia), Ellen Drew (Katherine Osgood), Harvey B. Dunn (Mr. Mullins), Virginia Hall (Evelyn Jones), Gordon Oliver (dottor Stephen Ayres), Mark Stevens (Bill), Russell Trent (pompiere)

## Girl in the Park
- Diretto da:
- Scritto da:

### Trama
- Interpreti: Joan Caulfield, Herbert Marshall

## Edge of the Law
- Diretto da:
- Scritto da:

### Trama
- Interpreti: Macdonald Carey (Harry Cummings), Marjorie Lord (Gwen Ross), George Macready (Mark Derhenning), Douglas Kennedy (Art Cummings), Horace McMahon (Benny Grew), Don Beddoe (Dave Hunter), Robert Williams (Ed), Helen Wallace (Mrs. Ross)

## Protect Her Honor
- Diretto da:
- Scritto da:

### Trama
- Interpreti: Lloyd Nolan, Jane Wyatt

## Sunk
- Diretto da:
- Scritto da:

### Trama
- Interpreti: Charles Bickford (Jason's Uncle), Kevin McCarthy (Jason Forrester), Toni Gerry (Martha Forrester), John Pickard (Blonde Man), Alix Talton (Alice), Gregg Barton (Seaman), Joseph Crehan (Schooner Captain), Hank Patterson (vecchio), Harry Tyler (Jungle Bill), Blackie Whiteford (frequentatore bar), Lisa Howard

## The Divided Heart
- Diretto da:
- Scritto da:

### Trama
- Interpreti: Barbara Hale, Stephen McNally

## Something Old, Something New
- Diretto da:
- Scritto da:

### Trama
- Interpreti: Jackie Cooper, Wanda Hendrix, Barbara Lawrence

## Crossed and Double Crossed
- Diretto da:
- Scritto da:

### Trama
- Interpreti: Louis Hayward (Jack Redmond), Mercedes McCambridge (Lona Smith), Walter Sande (Sam Jeffers), John Qualen (Sparks), Eddy Waller (Courtney), Herbert Heyes (dottor Tom Thatcher), Will Wright (Wentworth), Kenneth MacDonald (Callen), Mort Mills (frequentatore bar)

## So Many Things Happen
- Diretto da:
- Scritto da:

### Trama
- Interpreti: Bruce Bennett, Virginia Bruce, Laraine Day, Virginia Field

## Heart of Gold
- Diretto da:
- Scritto da:

### Trama
- Interpreti: Edmund Gwenn (The Snowman), Anita Louise (Mrs. Lindsey), Tommy Rettig (Fitzjames Lindsey), Beverly Washburn (Violet Lindsey), George Reeves (Mr. Lindsey)

## They Also Serve
- Diretto da:
- Scritto da:

### Trama
- Interpreti: John Hodiak (Col. James B. 'Sandy' MacNab), Maureen O'Sullivan (Sheila MacNab), Virginia Grey (Madeleine Byron), Grandon Rhodes (dottor Sam Olsen), Kasia Orzazewski (Mrs. Katerina Betos), Cliff Clark (generale Corey), Selmer Jackson (generale Maddux), Katherine Warren (Mrs. Corey), Herbert Anderson (sergente in ufficio)

## It Happened in a Pawn Shop
- Diretto da:
- Scritto da:

### Trama
- Interpreti: Eddie Bracken (Freddy Mallory), Terry Moore (Susan Randall), John Hubbard (Peter Blakely), Veda Ann Borg (Lulu LaRue), Ray Walker (Mousie Todd), Charles Halton (Mr. Traeger - Pawnbroker), Frank Sully (poliziotto), Robert Foulk (sergente in ufficio)

## This Is My Heart
- Diretto da:
- Scritto da:

### Trama
- Interpreti: Ruth Hussey (Allison Scott), Mark Stevens (Luke Talbot), Lowell Gilmore (Roger Weston), Ann Doran (Sorella Mary Greene), Melody O'Connor (Joanie Scott), Frances Morris (Miss Carter), Eddy Waller (Clam-digger), Robert Anderson (Guardiacoste), Paul E. Burns (Pop)

## The Sermon of the Gun
- Diretto da:
- Scritto da:

### Trama
- Interpreti: Macdonald Carey (Brother Phillip Hart), K.T. Stevens (Josephine Whitcomb), Trevor Bardette (Winchester Whitcomb), Walter Sande (Bill Armstrong), Stanley Andrews (Grimes), Francis McDonald (Carnahan), Harry Harvey (sceriffo Piney), Kenneth MacDonald (Sultana Foreman), Hank Patterson (Sam Patterson), Tom London (Ranson), Stewart Bradley (Sultana Gunman), Bob Burns (rancher), Herman Hack (rancher)

## Adventure in Connecticut
- Diretto da:
- Scritto da:

### Trama
- Interpreti: Richard Carlson (Clem Nosek), Hugo Haas (Antonin Heidrich), Osa Massen (Vlasta Heidrich), Ralph Dumke (Mayor Holcomb), Ralph Sanford (capitano Bates), Mary Alan Hokanson (Miss Simpson), Harry Hayden (Mr. Henderson)

## The First Born
- Diretto da:
- Scritto da:

### Trama
- Interpreti: Kathryn Card (Mrs. Hansen), Rita Corday (Jenny Glenn), Nancy Davis (Laura Glenn), Nancy Guild, Ronald Reagan (dottor David Glenn), Tommy Rettig (Robin Glenn)

## The Old Man's Bride
- Diretto da:
- Scritto da:

### Trama
- Interpreti: John Agar, Joan Leslie

## Margin for Fear
- Diretto da:
- Scritto da:

### Trama
- Interpreti: Mari Aldon, Robert Anderson, Irving Bacon, Elisha Cook Jr., Broderick Crawford, Harry Shannon

## All's Fair in Love
- Diretto da:
- Scritto da:

### Trama
- Interpreti: Lynn Bari, Sherry Jackson (Terry Pelham), Cesar Romero

## Madame 44
- Diretto da:
- Scritto da:

### Trama
- Interpreti: Yvonne De Carlo (Prudence Ledyard / Madame 44), Philip Carey (Jack Fitzhugh), Kathryn Givney (Deborah Ledyard), Donald Randolph (Hugo Machet), Harry Shannon (giudice Varney), Arthur Space (Willard Creighton), Zon Murray (Tom Pritchard), Al Hill (Jones)

## My Daughter's Husband
- Diretto da:
- Scritto da:

### Trama
- Interpreti: Rodney Bell, Mae Clarke, Byron Foulger, Gene Lockhart, Lon McCallister, Karen Sharpe

## The Bet
- Diretto da:
- Scritto da:

### Trama
- Interpreti: Viveca Lindfors (Maria Andrassy), Helmut Dantine (Peter Mikhal), Carl Esmond (Maurice de Szekely), Ben Astar (Greogory), Ludwig Stössel (Luka), Martin Noble (Jeweler)

## Double Exposure
- Diretto da:
- Scritto da:

### Trama
- Interpreti: Dan Duryea (Red Findlay), George Brent (Devlin), Marvin Kaplan (Marvin), Jean Willes (Sally Sherman), Pierre Watkin (Mayor), Pat O'Malley (Hearkness), Ted Stanhope (Johnson), Robert Williams (capo della polizia), Shepard Menken (barista), George DeNormand (D. A.)

## To Any Soldier
- Diretto da:
- Scritto da:

### Trama
- Interpreti: Horace McMahon, Edmond O'Brien

## Just What the Doctor Ordered
- Diretto da:
- Scritto da:

### Trama
- Interpreti: Scott Brady (Patient), Joanne Dru (dottor), Lisa Ferraday

## Allison, Ltd.
- Diretto da:
- Scritto da:

### Trama
- Interpreti: John Baer, Ernestine Barrier, Willis Bouchey, Adrienne D'Ambricourt, Raymond Greenleaf, Myron Healey, Virginia Huston, Philip Ober, Merle Oberon, Sandra White

## The Life of the Party
- Diretto da:
- Scritto da:

### Trama
- Interpreti: Sally Forrest, Marshall Thompson

## The Son-in-Law
- Diretto da:
- Scritto da:

### Trama
- Interpreti: Bonita Granville, Peter Lawford, Eve Miller

## The Lady and the Champ
- Diretto da:
- Scritto da:

### Trama
- Interpreti: Preston Foster, Virginia Grey, Tom Tully

## Look for Tomorrow
- Diretto da:
- Scritto da:

### Trama
- Interpreti: Jane Greer

## Sweet Talk Me, Jackson
- Diretto da:
- Scritto da:

### Trama
- Interpreti: Dawn Addams, James Gleason, Dick Haymes

## The Jewel
- Diretto da:
- Scritto da:

### Trama
- Interpreti: Paul Henreid (Karl Ludner / Dr. Paul Drieser), Marjorie Lord (Miriam Taylor), Paul Langton (Dr.Chuck Kennedy), Ivan Triesault (tenente Schinkel), Carol Brewster (Rose Bailey), John Wengraf (Wilhelm Kortner), Peter Bourne (Jewelry Clerk), Roland Varno (Josef)

## There's No Place Like Home
- Diretto da:
- Scritto da:

### Trama
- Interpreti: Walter Abel, Ann Harding, Mary Ellen Kay, Jimmy Lydon

## The Trestle
- Diretto da:
- Scritto da:

### Trama
- Interpreti: Maureen O'Sullivan (Edith), Philip Carey (Chris Adams), Tim Considine (Tommy), Dick Richards (Ernie), Hugh Beaumont (sceriffo Burns), Mary Newton (Miss Ormisby), Ann Spencer (Miss Jellico), Ella Ethridge (principale)

## Malaya Incident
- Diretto da:
- Scritto da:

### Trama
- Interpreti: Richard Egan, Steven Geray, Ann Sheridan

## The People Versus Johnston
- Diretto da:
- Scritto da:

### Trama
- Interpreti: Paul Muni (Tom Cooper - avvocato), Adele Jergens (Pauline Carver), Onslow Stevens (Warren Leslie), Rex Reason (Ed Johnston), Glenn Langan (tenente Lawrence Miller), Hugh Sanders (Ralph Baker), Diana Christian (Ella Raymond), Virginia Huston (Evelyn Austin), Gordon Nelson (giudice John Simon), George Eldredge (dottor Reeves / narratore), Fredd Wayne, Dick Crockett (giurato), Franklyn Farnum (rappresentante giuria), Charles Sullivan (camionista), Dorothy Vernon (giurato), Guy Way (giurato)